# Nora Astorga
Nora Josefina Astorga Gadea de Jenkins (10 tháng 12 năm 1948 - 14 tháng 2 năm 1988) là một chiến binh du kích trong cuộc cách mạng Nicaragua. Bà cũng là một luật sư, chính trị gia, thẩm phán và đại sứ Nicaragua tại Liên hợp quốc từ 1986 đến 1988.

## Cuộc sống và giáo dục ban đầu
Astorga được sinh ra trong một gia đình tôn giáo, tầng lớp trung lưu ở Managua. Cô là đứa con đầu lòng của Segundo Astorga, một nhà xuất khẩu gỗ xẻ và nông dân với những mối liên hệ với gia đình quyền lực Somoza và vợ của ông, Mierrel Gadea. Khi còn trẻ, cô là một tín đồ Công giáo La Mã sùng kính, thường làm công việc từ thiện trong các khu phố nghèo của Managua.
Năm 1967, Astorga tuyên bố với gia đình và làm gia đình cô thất vọng rằng cô rằng cô ủng hộ Fernando Agüero, chứ không phải đối thủ của ông là Anastasio Somoza Debayle, trong cuộc bầu cử tổng thống. Vì sự an toàn cá nhân của cô ấy và để "làm cô ấy nghĩ lại", gia đình cô đã gửi cô đến học y ở Hoa Kỳ, và cô ở lại đó từ năm 1967 đến 1969. Tuy nhiên, các cuộc giải phẫu động vật làm cô căng thẳng và cô phải bỏ học. Cô nói về những năm cô ở Washington, DC rằng, "Điều làm tôi ấn tượng nhất về Hoa Kỳ là sự tương phản xã hội và trên tất cả các phân biệt chủng tộc. Tôi chưa bao giờ thấy phân biệt chủng tộc như thế ở Nicaragua... ý thức chính trị của tôi được sinh ra sau đó. "
Astorga kết hôn với Jorge Jenkins khi cô 22 tuổi. Astorga có bốn người con, hai người cùng chồng, hai người với Jose Maria Alvarado, một thành viên của Sandinistas.